# Otomani
Otomani (węg. Ottomány) – wieś w Rumunii, w okręgu Bihor, w gminie Sălacea. W 2011 roku liczyła 738 mieszkańców.